# Croton macrostigma
Espèce
Croton macrostigma est une espèce de plantes à fleurs du genre Croton et de la famille Euphorbiaceae présente au Paraguay.
Il a pour synonyme :
- Croton macrostigma forma macrophyllus, Chodat & Hassl.